# (26500) Toshiohino
(26500) Toshiohino (2000 CC2) – planetoida z pasa głównego asteroid okrążająca Słońce w ciągu 4,21 lat w średniej odległości 2,61 j.a. Odkryta 2 lutego 2000 roku.